# Giulietta e Romanoff
Giulietta e Romanoff (Romanoff and Juliet) è un film del 1961 diretto da Peter Ustinov.
Il film mescola, in modo satirico, la tragedia shakespeariana Romeo e Giulietta e la Guerra fredda.

## Trama
Concordia è una nazione talmente minuscola e sconosciuta che le Nazioni Unite, di cui fa parte, ne vengono a conoscenza soltanto quando il suo voto diverrebbe decisivo per l'approvazione di una legge che trova contrapposti Unione Sovietica e Stati Uniti d'America. Ma il suo presidente, colto impreparato sull'argomento del voto, si astiene; ritornato in patria, gli ambasciatori delle due superpotenze tentano di comprargli il voto decisivo. Sul posto si trovano anche i figli  degli ambasciatori, Giulietta e Igor, i quali provano un reciproco amore, impossibilitato dalla posizione delle rispettive famiglie. Notato ciò, il presidente tergiversa coi due delegati finché non riesce a far sposare i due giovani.

## Produzione
Il film è la trasposizione cinematografica dell'omonima opera teatrale portata in scena dallo stesso Ustinov nel biennio 1957-58, con 389 rappresentazioni.
Gli esterni del film furono girati nella quasi totalità a Todi, in Umbria, mentre gli interni vennero girati a Cinecittà. Inoltre, diverse scene furono filmate a Villa Sciarra, a Roma, come quella del primo incontro tra Giulietta e Romanoff presso la Fontana della Tartaruga.